# Piazza della Madonna
Piazza della Madonna è la celebre piazza principale della cittadina di Loreto, nelle Marche.
Sorge sul punto più alto della città, alla fine di Corso Boccalini e costituisce il fulcro artistico-monumentale e religioso di Loreto. Vi si affacciano tutti i principali monumenti cittadini.

## Descrizione e monumenti
Al centro della piazza si erge la mirabile Fontana Maggiore, bell'opera barocca di Carlo Maderno e Giovanni Fontana realizzata fra il 1604 e il 1614, e adorna di sculture bronzee dei fratelli Pietro Paolo e Tarquinio Jacometti.

### Lato orientale
A est domina l'imponente mole della celebre basilica della Santa Casa, tra i più importanti e visitati santuari mariani del mondo cattolico; numerosi personaggi e santi vi hanno fatto visita, tra questi santa Camilla da Varano, santa Teresa di Lisieux, santa Gianna Beretta Molla; tra i papi che hanno visitato la basilica vi sono papa Giovanni XXIII, papa Giovanni Paolo II e papa Benedetto XVI.
Rappresenta uno dei capolavori dell'architettura italiana secondo gli stili gotico e rinascimentale, eretta dai maggiori architetti del tempo fra i quali Marino di Marco Cedrino, Baccio Pontelli, Francesco di Giorgio Martini, Antonio da Sangallo, Donato Bramante, Andrea Sansovino, ecc.
Il santuario, basilica pontificia, è affiancato dal Campanile Vanvitelliano, che con i suoi 75 metri è il più alto della regione. Davanti, sulle scale del sagrato, è il monumento a Sisto V, realizzato nel 1587-1589 da Antonio Calcagni.

### Lato nord e ovest
I lati nord e ovest sono chiusi dal palazzo Apostolico, edificato su progetto di Donato Bramante nel 1507-09 per volere di papa Giulio II. Accoglie il Museo pontificio della Santa Casa.

### Il lato meridionale

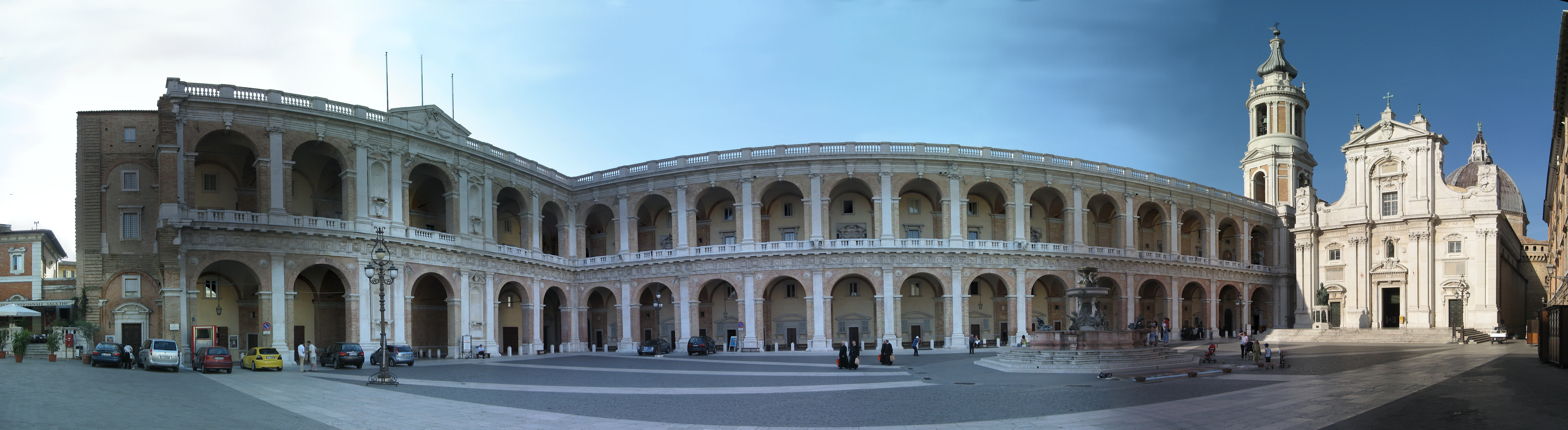
Panoramica della piazza.

Il lato sud è occupato da una serie di abitazioni in laterizi fra le quali spicca il Collegio Illirico. Questi fondi dovevano essere espropriati per continuarvi, secondo il progetto bramantesco, le facciate a logge del Palazzo apostolico. Per mancanza di fondi il progetto restò incompiuto.